# (9098) Toshihiko
(9098) Toshihiko (1996 BQ3) – planetoida z pasa głównego asteroid okrążająca Słońce w ciągu 4,97 lat w średniej odległości 2,91 au. Odkryta 27 stycznia 1996 roku.